# Língua ontong java
A língua Ontong Java (Leuangiua, Lord Howe, Luaniua) é uma língua polinésia falada no Atol Ontong Java, também conhecido como o atol de Luangiua ou a ilha de Lord Howe, nas Ilhas Salomão. Existem dois dialetos que também são falados na ilha, Luangiua e Pelau. O Ontong Java é comumente usado por todos os falantes, jovens e idosos. Há aproximadamente 2.370 residentes no Atol Ontong Java.

## Classificação
O Ontong Java está intimamente relacionado às línguas Elliceanas da Polinésia, sendo também intimamente relacionado à ilíngua sikaiana, ao Takuu e  Nukumanu na Papua-Nova Guiné.

## Gramática
O Ontong Java usas as sequências de palavras V.S.O ou S.V.O.
}}

## Fonologia
O inventário de fonemas da língua é pouco estudado e muitas versões apresentam resultados diferentes. Observa-se a pequena quantidade sons bem pequena.
|                | Labial | Alveolar | Velar | Glotal |
| -------------- | ------ | -------- | ----- | ------ |
| Nasal Oclusiva | m      |          | ŋ     |        |
| Plosiva        | p      |          | k     | ʔ      |
| Fricativa      | v      | s        |       | h      |
| Lateral        |        | l        |       |        |

|         | Anterior | Central | Posterior |
| ------- | -------- | ------- | --------- |
| Fechada | i        |         | u         |
| Medial  | e        |         | o         |
| Aberta  |          | a       |           |

Uma fonte mais antiga lista mais duas vogais, /ɑ/ e /ə/.